# Poznanovec
Poznanovec je naselje u Republici Hrvatskoj, u sastavu Općine Bedekovčina, Krapinsko-zagorska županija. 

## Stanovništvo
Prema popisu stanovništva iz 2001. godine, naselje je imalo 980 stanovnika te 300 obiteljskih kućanstava.
| broj stanovnika | 429   | 488   | 612   | 672   | 760   | 1449  | 1439  | 1482  | 882   | 836   | 846   | 844   | 924   | 1055  | 980   | 937   | 887   |
|                 | 1857. | 1869. | 1880. | 1890. | 1900. | 1910. | 1921. | 1931. | 1948. | 1953. | 1961. | 1971. | 1981. | 1991. | 2001. | 2011. | 2021. |

## Poznate osobe
- Vjekoslav Rukljač - (Poznanovec 1916. - Zagreb 1997.) hrvatski kipar
- Željko Bajza - (Poznanovec 1946.) prof.dr.sc. hrvatski znanstvenik i publicist

## Spomenici i znamenitosti
- Dvorac Poznanovec